# Бауру
Бауру (порт. Bauru) град је у Бразилу у савезној држави Сао Пауло. Према процени из 2007. у граду је живело 347.601 становника.

## Становништво
Према процени из 2007. у граду је живело 347.601 становника.
| 1991.   | 2000.   |
| ------- | ------- |
| 261,112 | 316,064 |

## Партнерски градови
- Сибињ
- Tenri